# Dragan Škrbić
Dragan Škrbić és un jugador d'handbol ja retirat, que va aconseguir grans èxits com a jugador del F.C. Barcelona d'handbol. La seua estada a l'equip alzireny Balonmano Avidesa Alzira el va marcar molt, tant és així que actualment resideix a un poble dels voltants, Vilamarxant.

## Palmarès
- 1 Lliga Iugoslava d'handbol (1991)
- 2 Lliga Eslovena d'handbol (1999 i 2000)
- 2 Copa d'Eslovènia d'handbol (1999 i 2000)
- 2 Lliga ASOBAL (2003 i 2006)
- 1 Copa EHF (2003)
- 1 Copa del Rei d'handbol (2004)
- 1 Supercopa d'Europa d'handbol (2004)
- 1 Supercopa d'Espanya d'handbol (2004)
- 1 Copa d'Europa d'handbol (2005)